# Shanghai Challenger 2024
Lo Shanghai Challenger 2024 è stato un torneo maschile di tennis professionistico. È stata l'11ª edizione del torneo, facente parte della categoria Challenger 100 nell'ambito dell'ATP Challenger Tour 2024, con un montepremi di 134 000 $. Si è giocato dal 2 all'8 settembre 2024 sui campi in cemento di Shanghai, in Cina.

## Partecipanti

### Teste di serie
| Nazionalità   | Giocatore          | Ranking* | Testa di serie |
| ------------- | ------------------ | -------- | -------------- |
| Cile          | Cristian Garín     | 116      | 1              |
| Francia       | Térence Atmane     | 120      | 2              |
| Cina          | Bu Yunchaokete     | 123      | 3              |
| Hong Kong     | Coleman Wong       | 149      | 4              |
| Corea del Sud | Hong Seong-chan    | 152      | 5              |
| Giappone      | Shintaro Mochizuki | 153      | 6              |
| Cile          | Tomás Barrios Vera | 160      | 7              |
| Stati Uniti   | Maxime Cressy      | 161      | 8              |
| Taipei cinese | Hsu Yu-hsiou       | 183      | 9              |

* Ranking al 26 agosto 2024.

### Altri partecipanti
I seguenti giocatori hanno ricevuto una wild card per il tabellone principale:
- Te Rigele
- Wu Yibing
- Zhou Yi

I seguenti giocatori sono entrati in tabellone come alternate:
- Ryan Peniston
- Dalibor Svrčina

I seguenti giocatori sono passati dalle qualificazioni:
- Norbert Gombos
- Rio Noguchi
- Ajeet Rai
- Wu Tung-lin
- Kris van Wyk
- Blake Mott

I seguenti giocatori sono entrati in tabellone come lucky loser:
- Federico Agustín Gómez
- Sun Fajing

## Punti e montepremi
| Torneo    | Torneo              | V      | F      | SF    | QF    | 2T    | 1T    | Q | Q2  | Q1  |
| Singolare | Punti               | 100    | 50     | 25    | 14    | 7     | 0     | 4 | 2   | 0   |
| Singolare | Premi in denaro ($) | 17 650 | 10 380 | 6 140 | 3 570 | 2 105 | 1 270 | – | 635 | 320 |
| Doppio    | Punti               | 100    | 50     | 25    | 14    | –     | 0     | – | –   | –   |
| Doppio    | Premi in denaro ($) | 7 590  | 4 400  | 2 645 | 1 570 | –     | 880   | – | –   | –   |

## Campioni

### Singolare
Sho Shimabukuro ha sconfitto in finale  Hsu Yu-hsiou con il punteggio di 6–4, 6–4.

### Doppio
Cristian Rodríguez /  Matthew Romios hanno sconfitto in finale  Rithvik Choudary Bollipalli /  Arjun Kadhe con il punteggio di 7–6(4), 1–6, [10–7].